# The Franklin Mint
The Franklin Mint est un hôtel de la monnaie privé fondé par Joseph Segel (en) en 1964 à Wawa (en), en Pennsylvanie,. Le bâtiment se trouve dans le township de Middletown.
La marque est actuellement détenue par le groupe Sequential Brands, dont le siège est à New York. La Franklin Mint vend des pièces de monnaie, des médailles, des bijoux, des véhicules moulés sous pression, des poupées, des sculptures et d'autres objets de collection.

## Histoire
Pendant cinq décennies, la Franklin Mint a produit et commercialisé en masse des objets de collection. Sa gamme de produits a commencé par la fabrication et la commercialisation de médaillons commémoratifs en or et en argent frappés à titre privé.
Dans les années 1970 et 1980, la Franklin Mint a étendu ses activités aux pièces ayant cours légal, en produisant une combinaison de séries de pièces de petite et de grande valeur, avec ou sans valeur faciale, pour un certain nombre de pays, en particulier le Panama et divers États insulaires. L'une de ses meilleures ventes de pièces numismatiques a été la série « Coin Sets of all Nations qui comprenait des timbres et des marques postales de la nation respective sur chaque série.
Outre les pièces de monnaie, d'autres produits étaient proposés, tels que des poupées, des plaques, des couteaux, des disques vinyles et des véhicules moulés sous pression. Ces objets mettaient souvent en avant des personnages historiques influents ou des acteurs célèbres. Les scènes de la vie sauvage étaient également fréquentes. Au fil des ans, beaucoup de ces objets ont été vendus par le biais de magazines et de publicités télévisées.
L'un des jeux de disques compacts était le « 100 Greatest Recordings Of All Time », une collection d'enregistrements classiques sélectionnés par un jury d'artistes et de chefs d'orchestre et pressés sur un vinyle rouge profond translucide de 180 grammes, avec deux disques compacts pour chaque album. Chaque LP était placé dans un support en plastique qui ne touchait que le trou central de la broche et le bord. Il y a eu deux rééditions de ce set. Le second utilisait des pochettes en papier ordinaires à l'intérieur d'un compartiment dépliant pour loger les LP. Le troisième utilisait une boîte à ouverture latérale et des pochettes en papier. La qualité du vinyle était la même dans les trois coffrets,.

## The Franklin Library
La bibliothèque Franklin a produit des livres classiques du domaine public depuis sa fondation en 1973 jusqu'à sa fermeture en 2000. Ses livres ont été conçus et reliés par The Sloves Organization, Ltd.

## Véhicules
En 1983, après que Warner Communications a acheté la Franklin Mint, la société a fait son entrée sur le marché des véhicules moulés sous pression, en commençant par le roadster Mercedes Benz 500K de 1935. En général, les voitures étaient étiquetées comme des modèles de précision de Franklin Mint. Dans les années suivantes, Franklin Mint a produit plus de 600 modèles différents de motos, de camions et de tracteurs en plus des automobiles,.
En outre, la Franklin Mint a commencé à fabriquer des avions moulés sous pression,. Elle a produit un grand nombre d'avions à l'échelle 1:48 de la Seconde Guerre mondiale, dont le B-17 Flying Fortress, le PBY Catalina, le P-51 Mustang et le FW190.

## Changements de propriété

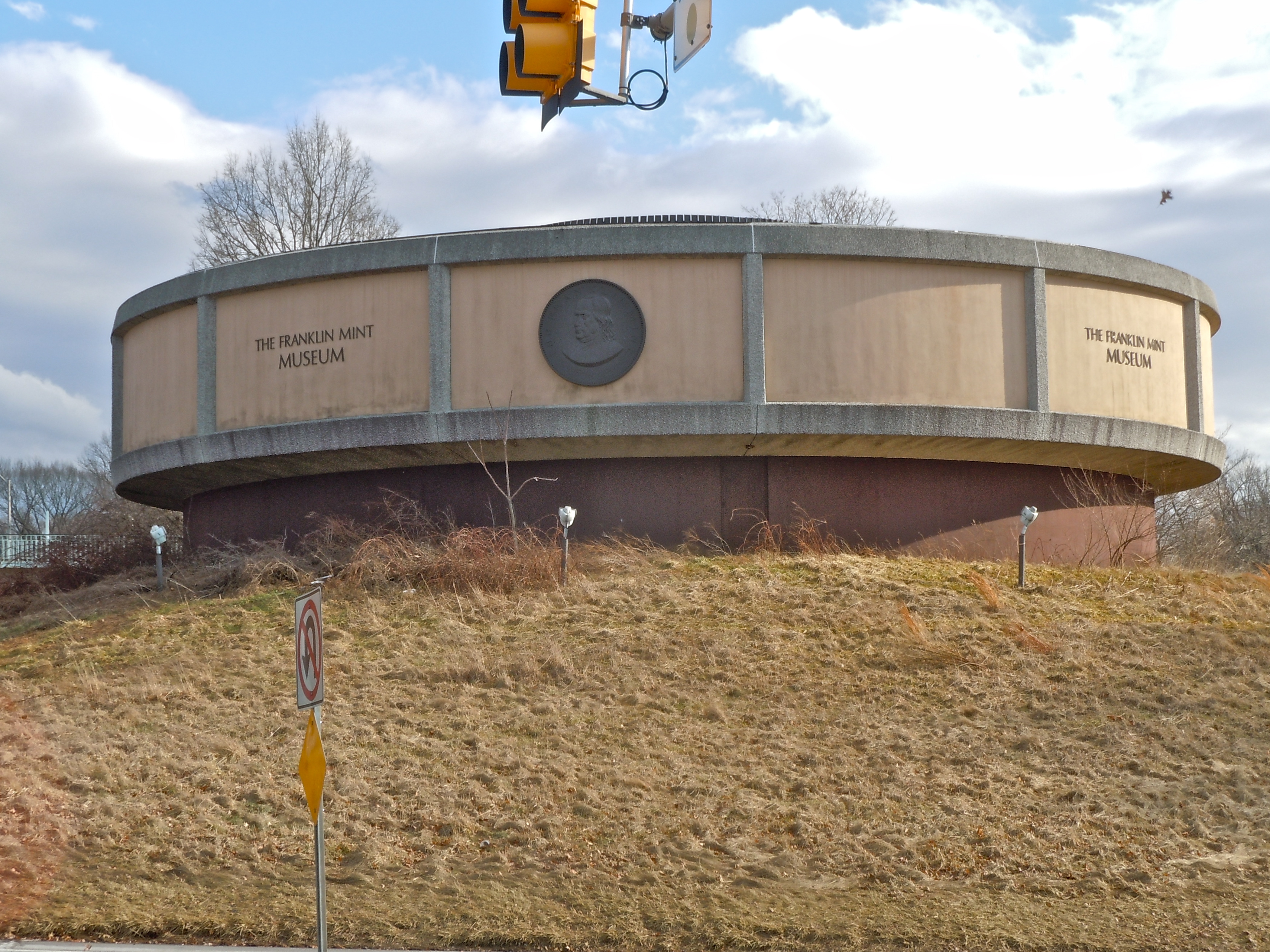
Le musée Franklin Mint, démoli depuis, se trouve à côté de l'ancien siège social à Wawa, en Pennsylvanie.

En 1980, Warner Communications (qui fait maintenant partie de WarnerMedia) a acheté la Franklin Mint pour environ 225 millions de dollars. La combinaison a été de courte durée : Warner a vendu The Franklin Mint en 1985 à American Protection Industries Inc. (en) (API) pour 167,5 millions de dollars. Cependant, Warner a conservé Eastern Mountain Sports (en), un détaillant que The Franklin Mint avait acquis dans les années 1970, ainsi que le Franklin Mint Center, qu'elle a reloué à API. L'API a été rebaptisée Roll International en 1993. Au début des années 2000, la compagnie a liquidé une grande partie de l'activité de Franklin Mint. Le 31 août 2006, Roll International Corp a vendu le reste des actifs de la Franklin Mint à un groupe comprenant des investisseurs privés dirigés par Moshe Malamud, David Salzman et Steven J. Sisskind, qui ont une grande expérience dans les secteurs de l'art, des objets de collection, des médias, du divertissement et du marketing direct. La marque Franklin Mint a été achetée en novembre 2013 par le groupe Sequential Brands.

## Diana, Fonds commémoratif de la Princesse de Galles contre Franklin Mint
Après la mort de Diana, princesse de Galles, le Diana, Princess of Wales Memorial Fund a obtenu des droits de propriété intellectuelle sur son image. En 1998, après avoir refusé à la Franklin Mint une licence officielle pour produire des marchandises Diana, le fonds a poursuivi la société en justice, l'accusant de vendre illégalement des poupées, des assiettes et des bijoux Diana. En Californie, où l'affaire initiale a été jugée, un procès visant à préserver le droit de publicité peut être intenté au nom d'une personne décédée, mais uniquement si cette personne est californienne. La Memorial Fund a donc intenté une action au nom de la succession et, après avoir perdu l'affaire, a été poursuivi par Franklin Mint en 2003. En novembre 2004, l'affaire a été réglée à l'amiable, la Diana Memorial Fund acceptant de verser 13,5 millions de livres sterling à des causes caritatives sur lesquelles les deux parties se sont mises d'accord. En outre, la Diana, Princess of Wales Memorial Fund a dépensé un total de près de 4 millions de livres sterling en frais et honoraires liés à ce litige, et a par conséquent gelé les subventions allouées à un certain nombre d'organisations caritatives.

## Dans la culture populaire
Dans la chanson « Battle of Who Could Care Less » de Ben Folds Five, le chanteur Ben Folds propose d'emporter à la Franklin Mint une idée de « portraits en étain du général Apathy et du major Boredom ».